# لون تري (كولورادو)
لون تري (بالإنجليزية: Lone Tree, Colorado)‏ هي مدينة تقع في مقاطعة دوغلاس بولاية كولورادو في الولايات المتحدة. تبلغ مساحتها 4.5 (كم²)، وترتفع عن سطح البحر 1813 م، بلغ عدد سكانها 11852 نسمة في عام 2010 حسب إحصاء مكتب تعداد الولايات المتحدة وتصل الكثافة السكانية فيها 2270.7 نسمة/كم2.